# Xiagong
Xiagong (kinesiska: 下宫) är en köping i sydöstra Kina. Den ligger i Lianjiang härad i provinshuvudstaden Fuzhou i provinsen Fujian, omkring 60 kilometer nordost om centrala Fuzhou. Antalet invånare är 11 180. Befolkningen består av 5 273 kvinnor och 5 907 män. Barn under 15 år utgör 14,0 %, vuxna 15-64 år 77 %, och äldre över 65 år 8,0 %.